# عیاشی خوب قدیمی از مد افتاده
عیاشی خوب قدیمی از مد افتاده (انگلیسی: A Good Old Fashioned Orgy) فیلمی در ژانر کمدی به کارگردانی الکس گرگوری است که در سال ۲۰۱۱ منتشر شد.

## بازیگران
- جیسون سودیکیس
- لسلی بیب
- لیک بل
- میشل بورت
- نیک کرول
- تایلر لابین
- لیندسی اسلون
- لوسی پانچ
- ویل فورته
- مارتین استار
- آنجلا سارافیان